# Donté Greene
Donté Dominic Greene (nacido el 21 de febrero de 1988 en Múnich) es un jugador de baloncesto estadounidense que pertenece a la plantilla del Cimarrones Caribbean Storm de la Liga Profesional de Baloncesto de Colombia. A pesar de haber nacido en Alemania, se crio en Baltimore, Maryland. Mide 2,11 metros de altura y juega en la posición de alero.

## Trayectoria deportiva

### Universidad
Tras haber sido nombrado Jugador del Año del estado de Maryland y haber participaco con el McDonald's All-American Team en su etapa de high school, se unió a los Orangemen de la Universidad de Syracuse. Allí, en el que finalmente sería su primer y último año, fue titular en todos los partidos, y acabó liderando al equipo en puntos, siendo el primer freshman que lo conseguía en su universidad desde que lo lograra Carmelo Anthony en 2003. Batió también el récord de tiros de tres puntos anotados, con 90. Fue elegido en el mejor quinteto de rookies de la Big East Conference y en el segundo absoluto. Su mejor partido lo disputó ante Cincinnati, consiguiendo 25 puntos y 12 rebotes.
En el total de su corta trayectoria universitaria promedió 17,7 puntos y 7,2 rebotes por partido. El 9 de abril de 2008 anunció su intención de entrar en el Draft de la NBA de ese mismo año.

#### Estadísticas
| Año     | Equipo   | PJ | PT | MPP  | %TC  | %3P  | %TL  | RPP | APP | ROB | TPP | PPP  |
| ------- | -------- | -- | -- | ---- | ---- | ---- | ---- | --- | --- | --- | --- | ---- |
| 2007–08 | Syracuse | 35 | 35 | 35.8 | .418 | .345 | .707 | 7.2 | 2.0 | 1.3 | 1.6 | 17.7 |

### Selección nacional
Participó en 2006 con la selección de Estados Unidos sub-18 en el Campeonato FIBA Américas celebrado en San Antonio, Texas, donde lograron la medalla de oro. Al año siguiente participó con la selección sub-17 en el Campeonato del Mundo de la categoría, donde jugó a pesar de arrastrar molestias en un hombro. Perdieron la final ante Serbia, logrando la medalla de plata.

### Profesional
Fue elegido en el puesto 28 del Draft de la NBA de 2008 por Memphis Grizzlies, en la elección que recibieron por parte de Los Angeles Lakers como parte del traspaso de Pau Gasol, siendo finalmente traspasado a Houston Rockets, equipo con el que firmó contrato el 15 de julio de 2008. Debutó en las ligas de verano anotando 40 puntos ante Phoenix Suns.
El 30 de julio de 2008, según fuentes oficiales de la NBA contrastadas por ESPN.com, se habría llegado a un acuerdo por el cual Greene iría traspasado junto a Bobby Jackson, una primera ronda del Draft de la NBA de 2009 y un millón de dólares a Sacramento Kings a cambio de Ron Artest y los rookies Sean Singletary y Patrick Ewing, Jr.. Este acuerdo se hizo efectivo el 15 de agosto, cuando Greene cumplió un mes de contrato con los Rockets (según las normas de la NBA).
El 17 de abril de 2013 firma un contrato con los Memphis Grizzlies de cara a los playoffs. En agosto de 2013 fue traspasado a los Boston Celtics a cambio de Fab Melo. El 17 de septiembre fue cortado por los Celtics. En noviembre de 2013, Greene firmó un contrato con los Dongguan Leopards de China.
En diciembre de 2014 llegó a un acuerdo con el Al-Nasr Sports Club de Emiratos Árabes Unidos.
El 17 de agosto de 2016, Greene firmó un contrato con los Leones de Santo Domingo de la Liga Nacional de Baloncesto de República Dominicana.
Tras un breve paso por Champville SC del Líbano en 2019, en 2020 firma con los  Cimarrones Caribbean Storm de la Liga Profesional de Baloncesto de Colombia.

## Estadísticas de su carrera en la NBA

### Temporada regular
| Año     | Equipo     | PJ  | PT | MPP  | %TC  | %3P  | %TL  | RPP | APP | ROB | TPP | PPP |
| ------- | ---------- | --- | -- | ---- | ---- | ---- | ---- | --- | --- | --- | --- | --- |
| 2008–09 | Sacramento | 55  | 4  | 13.2 | .326 | .260 | .853 | 1.6 | .5  | .3  | .2  | 3.8 |
| 2009-10 | Sacramento | 76  | 50 | 21.4 | .441 | .377 | .643 | 3.1 | .9  | .5  | .7  | 8.5 |
| 2010-11 | Sacramento | 69  | 21 | 16.3 | .404 | .292 | .662 | 2.1 | .7  | .5  | .3  | 5.8 |
| 2011-12 | Sacramento | 53  | 7  | 14.7 | .406 | .238 | .800 | 2.5 | .6  | .3  | .6  | 5.4 |
| Total   | Total      | 253 | 82 | 16.8 | .406 | .304 | .701 | 2.4 | .7  | .4  | .5  | 6.1 |